# Mangalitsa

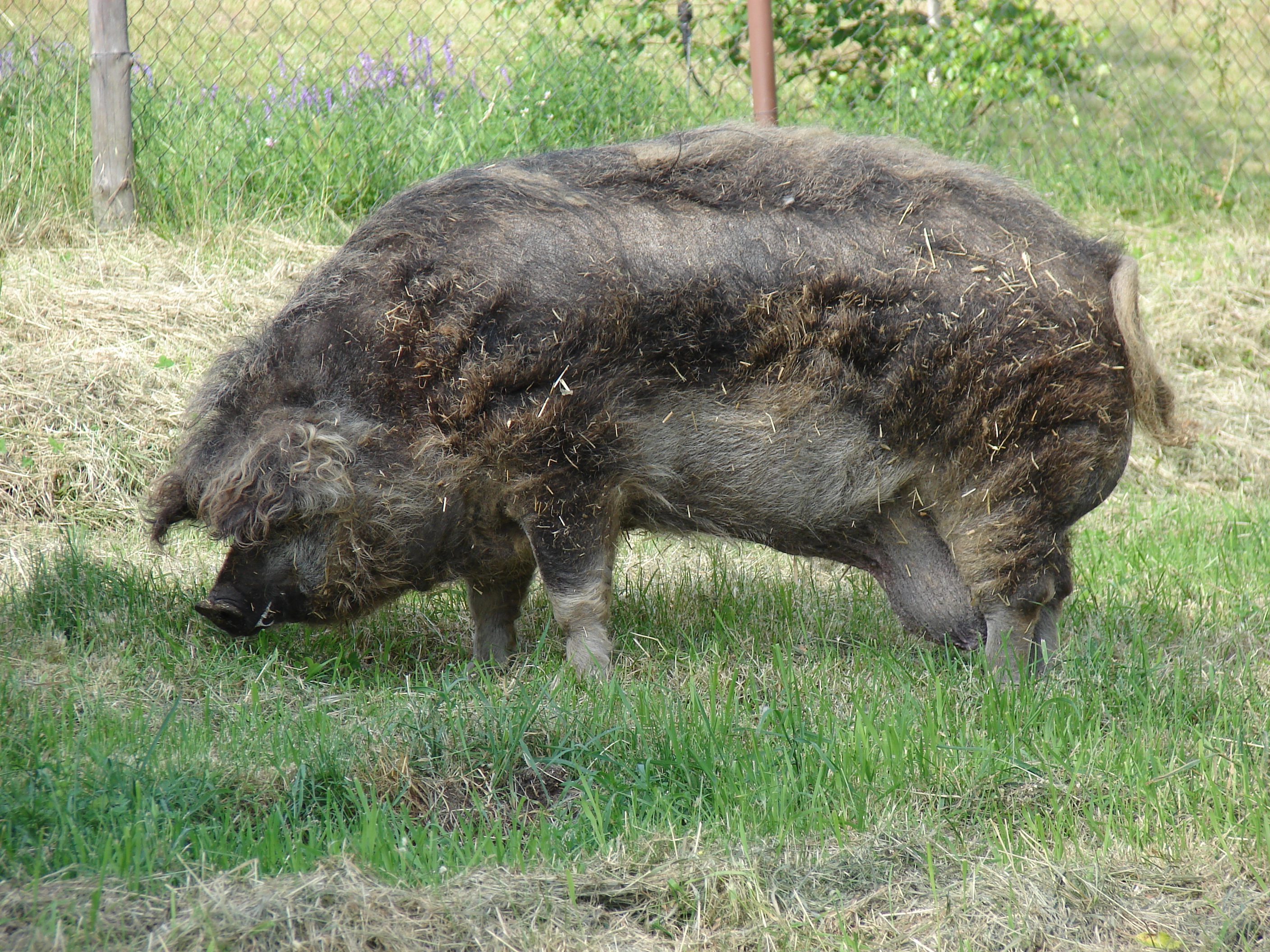
Uma fêmea mangalitsa nos jardins do monastério franciscano de Kadaň, República Tcheca^{(2008)}

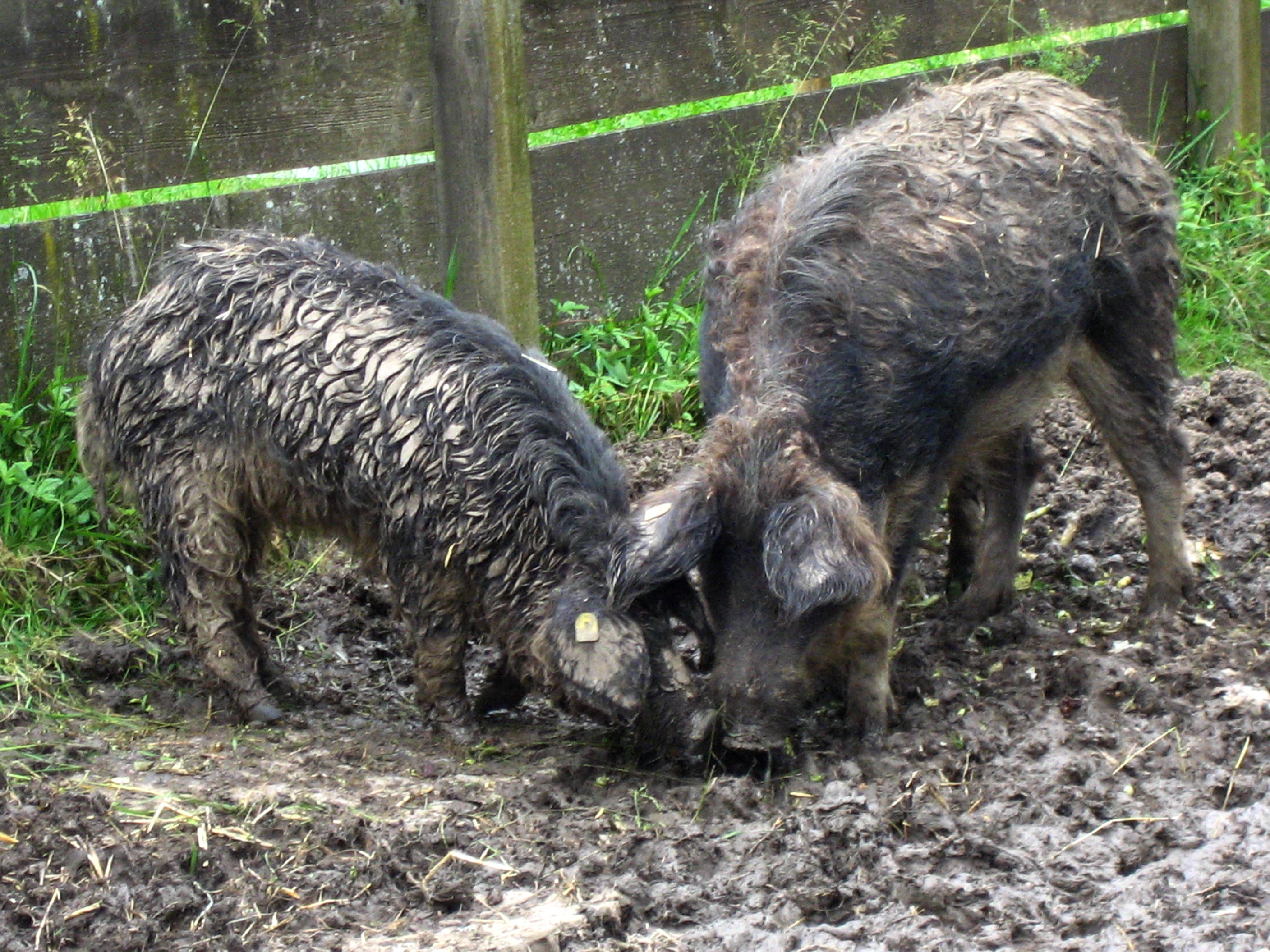
Mangalitsas em Weinegg, Zurique, Suíça.

Mangalitsa é uma raça de porcos originária principalmente da Hungria e dos Bálcãs. Pertence a raças de porcos europeias não melhoradas (tal como o porco negro ibérico e o porco alentejano) que são descendentes diretamente das populações de javalis selvagens. 

## Nome
O reformador da língua sérvia Vuk Stefanović Karadžić deu à raça o nome Mangalica, que descreve a raça como um 'porco com muita banha'. 

## História
A raça foi desenvolvida de antigos tipos de porcos húngaros selvagens (Bakonyi e Szalontai) cruzados com a raça de origem sérvia Šumadija (1833) (e depois outros como o Alföldi ou os croatas Šiška e Syrmien). O desenvolvimento ocorreu na Hungria no começo do século XIX. O novo porco de crescimento rápido e do "tipo gordo" não exigia nenhum cuidado especial, tornando-se muito popular na Hungria. Para o aprimoramento da raça, a Sociedade Nacional de Criadores de Porcos Gordos (Mangalicatenyésztők Országos Egyesülete) foi criada em 1927. O mangalitsa foi a mais importante raça suína na região até 1950 (o número de porcos na Hungria em 1943 era de 30.000).  Desde a década de 1950 a popularidade, assim como a população do mangalitsa vem diminuindo dentro do contexto da disseminação da melhor alimentação e de invenções como o refrigerador. Atualmente, a criação como hobby do mangalitsa tem se tornado. O número atual de mangalitsas na Hungria é levemente superior a 4.500, a maioria deles pertencentes a empresa espanhola Monte Nevado 
Em março de 2006, 17 mangalitsas foram importados da Áustria para o Reino Unido. Foram registrados com o BPA (British Pig Association) e as linhagens (pedigrees) estão sendo mantidas pelo BPA Mangalitza Herd Book (Livro de Rebanho Mangalitsa da BPA).
Em agosto de 2007 a Wooly Pigs, uma companhia norte-americana, importou um rebanho da Áustria.

## Características físicas
A raça de porcos mangalitsa (também grafado Maнгулица em cirílico , Mangulica, Mangalica ou Mangaliza, em Húngaro Mangalica, em Romeno Mangaliţa, em alemão Mangalitza ou Wollschwein) é diferenciada pela sua rica e espessa pelagem, que pode ser amarela, preta e raramente vermelha. O mangalitsa amarelo (szőke) é o mais comum e popular.
O esqueleto é suave, mas forte. A pele sob a pelagem é preto-acizentada; as partes visíveis são pretas assim como as tetas e cascos. O número de tetas na fêmea varia entre 10 e 12. Na parte inferior da orelha pode-se encontrar uma mancha brilhante (de cerca de 2,54 cm de diâmetro), chamada de "mancha de Wellmann". A raça é admiravelmente robusta e adaptável às pastagens montanhosas e às baixas temperaturas. Também é extremamente resistente a doenças e ao estresse.

## Criação
O mangalitsa produz pouca carne magra e por isso tem sido gradualmente substituído por modernas raças domésticas. É normalmente alimentado com uma mescla de pasto selvagem, suplementada com batatas e abóboras produzidas na fazenda.
O produto primário feito deste porco é a salsicha, normalmente embalada no duodeno do porco. A carne moída é temperada com sal, pimenta, páprica doce e outros temperos. É então comida em fatias com vegetais em conserva. A carne de porco também é servida estufada com chucrute, batatas e pimentões recheados como acompanhamento. Os fazendeiros também produzem presunto defumado. A carne fresca tem sabor forte e suculento; os leitões são mais preferidos por suas boas qualidades de carne fresca.
O peso de abate (para produção de carne) é geralmente alcançado após 12 meses de idade.